# 思茅蛇菰
思茅蛇菰（学名：Balanophora simaoensis）为蛇菰科蛇菰属的植物，是中国的特有植物。分布在中国大陆的云南等地，生长于海拔1,500米至1,950米的地区，见于密林中，目前尚未由人工引种栽培。

## 别名
鹿仙草（云南思茅）